# Косенко, Иван Петрович
Иван Петрович Косенко (укр. Іван Петрович Косенко; 1921—1996) — полный кавалер ордена Славы.

## Биография
Иван Косенко родился 2 мая 1921 года в городе Краматорск Донецкой области, в семье предпринимателя. украинец.
Окончил среднюю школу. Работал на Краматорском машиностроительном заводе. В Красной Армии и на фронте Великой Отечественной войны с июля 1943 года.
В боевых действиях рядовой Косенко начал в должности связиста 16-го минометного полка (33-я минометная бригада, 2-я гвардейская артиллерийская дивизия прорыва РВГК). В апреле−мае 1944 года 2-я гвардейская артиллерийская дивизия РВГК была придана 2-й гвардейской армии (командарм генерал-лейтенант Захаров Г. Ф.), которая входила в состав 4-го Украинского фронта). Армия после передислокации в район Перекопского перешейка участвовала в освобождении Крыма. Рядовой Косенко в боях у Перекопского перешейка 8 апреля 1944 года исправил до 25 порывов на телефонной линии, обеспечив бесперебойную связь. В районе населённого пункта Джулга (Крым) во время контратаки противника подбил гранатой танк, а покинувший его экипаж уничтожил огнём из автомата. Вынес с поля боя раненого комбата, оказал ему медицинскую помощь. 21 марта 1944 года награждён орденом Славы 3-й степени.
С июля 1944 года артиллерийская дивизия (комдив генерал-майор артиллерии Яковлев Иван Алексеевич) была придана в состав 11-й армии (3-й Белорусский фронт) и участвовала в Восточно-Прусской и Кёнигсбергской наступательной операциях.
Уже разведчик того же 16-го минометного полка, 33-й минометной бригады (комбриг полковник Шашлов Тихон Фёдорович) Иван Косенко 28 февраля 1945 в предместье города Кенигсберг (ныне Калининград) вел наблюдение за действиями противника, своевременно докладывал о них командиру. Обнаружив в засаде группу гитлеровцев, двумя гранатами рассеял и частично уничтожил её. По его целеуказанию огнём минометов была накрыта группа солдат противника. 25 мая 1945 года награждён орденом Славы 2-й степени.
6-7 апреля 1945 года при штурме города Кенигсберг, ведя наблюдение с переднего края пехоты, Косенко выявил 3 пулемета, 2 НП. Эти цели огнём минометов вскоре были уничтожены. В уличных боях Косенко из автомата и гранатами истребил свыше 10 солдат, подбил 2 автомашины с военным грузом и пленил 6 гитлеровцев. В подвальном помещении одного из домов обнаружил вражескую группу корректировщиков. В схватке с ними истребил четверо солдат. 31 мая 1945 награждён орденом Славы 2-й степени.
Потом были тяжёлые бои за крепость Пиллау (ныне Балтийск), которая была взята 26 апреля 1945 года.
Поскольку время между представлениями к орденам было небольшим, Косенко стал кавалером двух орденов Славы второй степени, эта несправедливость была устранена уже после войны. 24 октября 1966 года Косенко был перенаграждён на орден Славы 1-й степени.
После войны служил в Советской Армии. В мае 1946 года старшина И. П. Косенко был демобилизован.
Работал в лесозаготовительных организациях в Кировской и Вологодской областях, последнее место работы — Семигорский леспромхоз треста «Вологдалес», старший пильщик. С 1964 года жил в городе Каменск -Шахтинском Ростовской области и с декабря 1964 по апрель 1969 года работал на Каменском комбинате искусственного волокна грузчиком транспортного цеха. С 1969 года жил в городе Шахты Ростовской области, работал на хлопчатобумажном комбинате начальником военизированной охраны, затем начальником жилищно-коммунального отдела.
Умер 1 февраля 1996 года, похоронен на центральном кладбище города Шахты.

## Награды
- Полный кавалер ордена Славы, награждён орденом Отечественной войны 1 степени, медалями.